# Carl Woermann

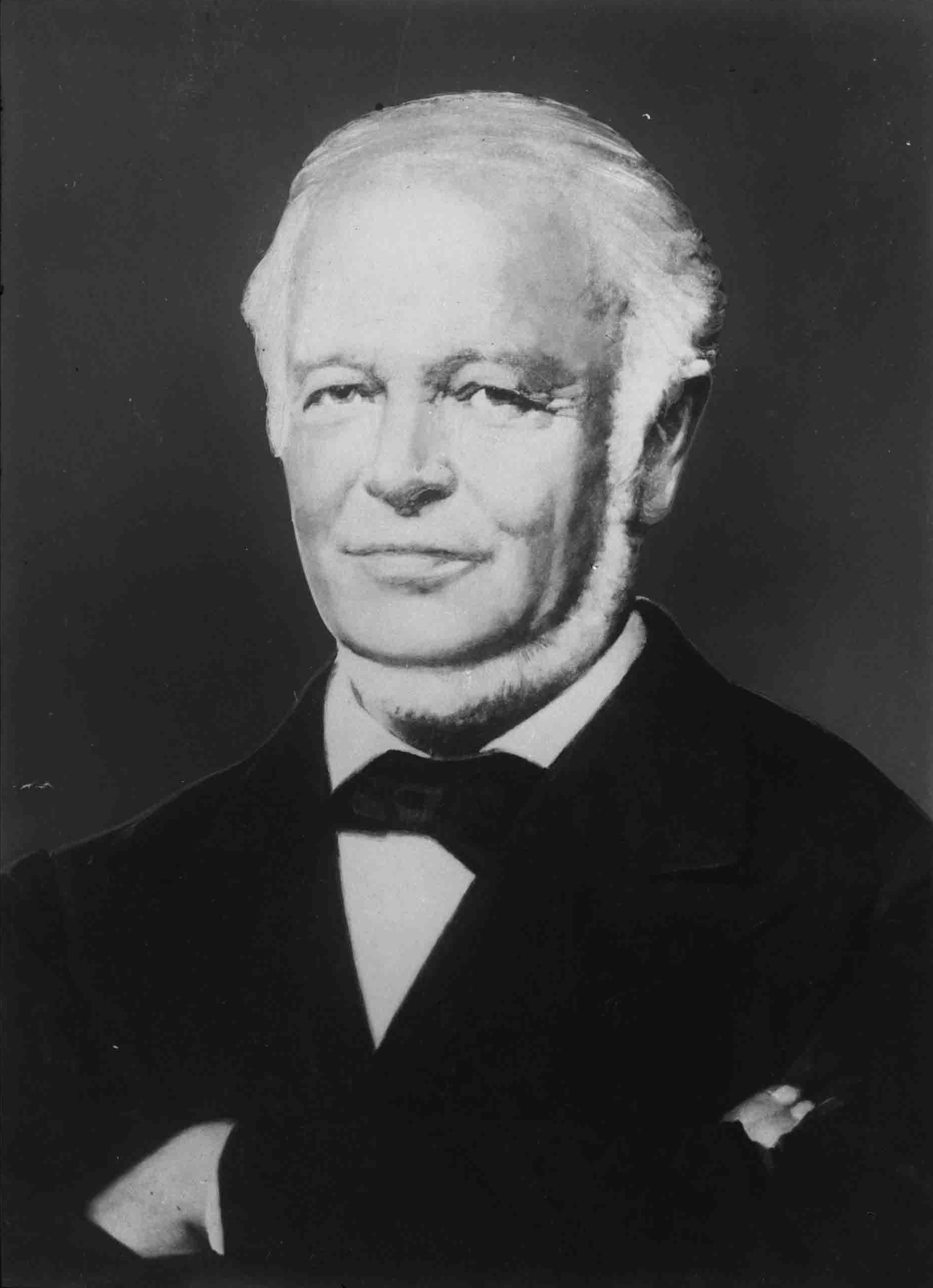
Carl Woermann 1879

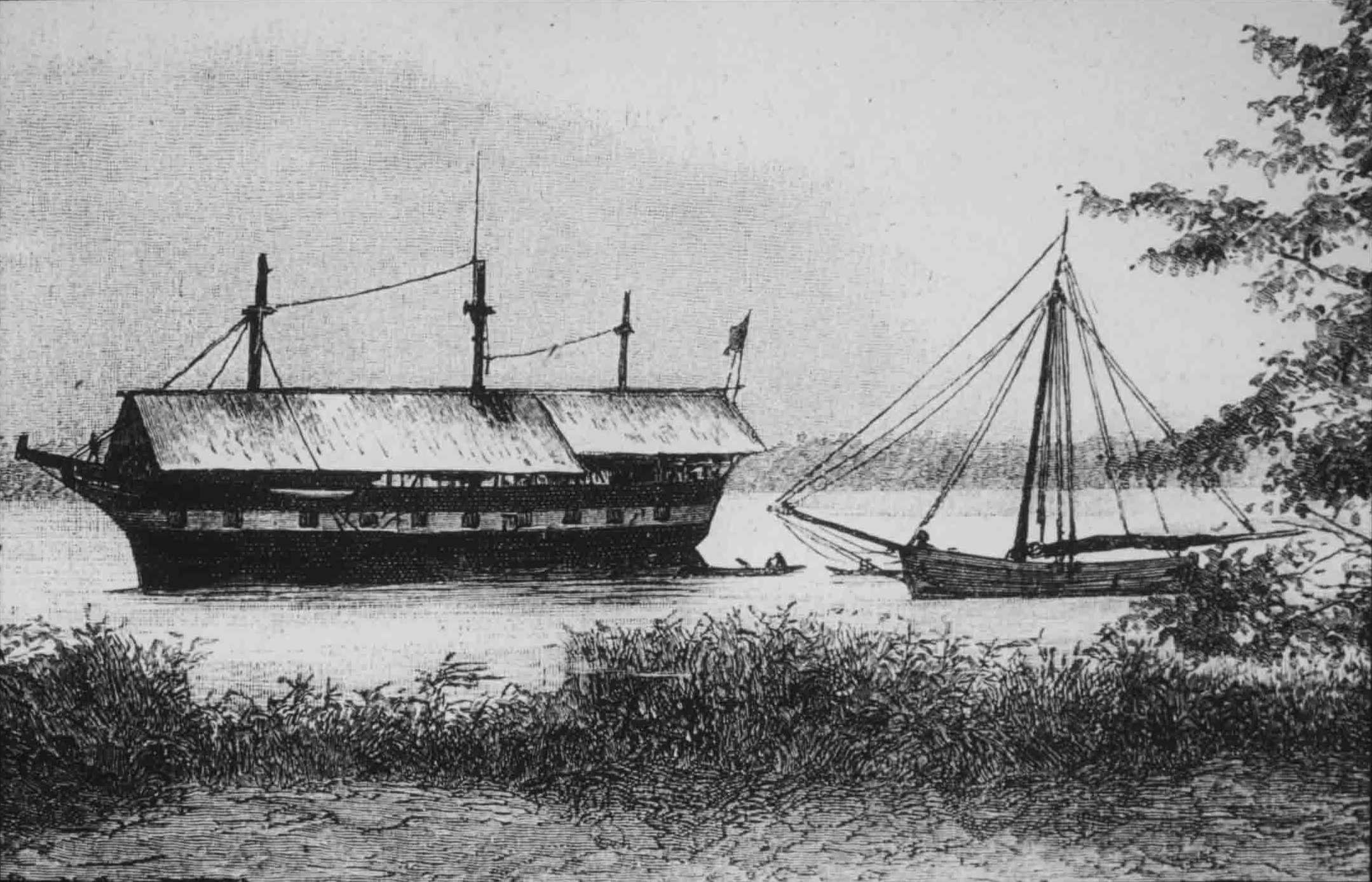
Woermann-Hulk auf dem Kamerunfluss

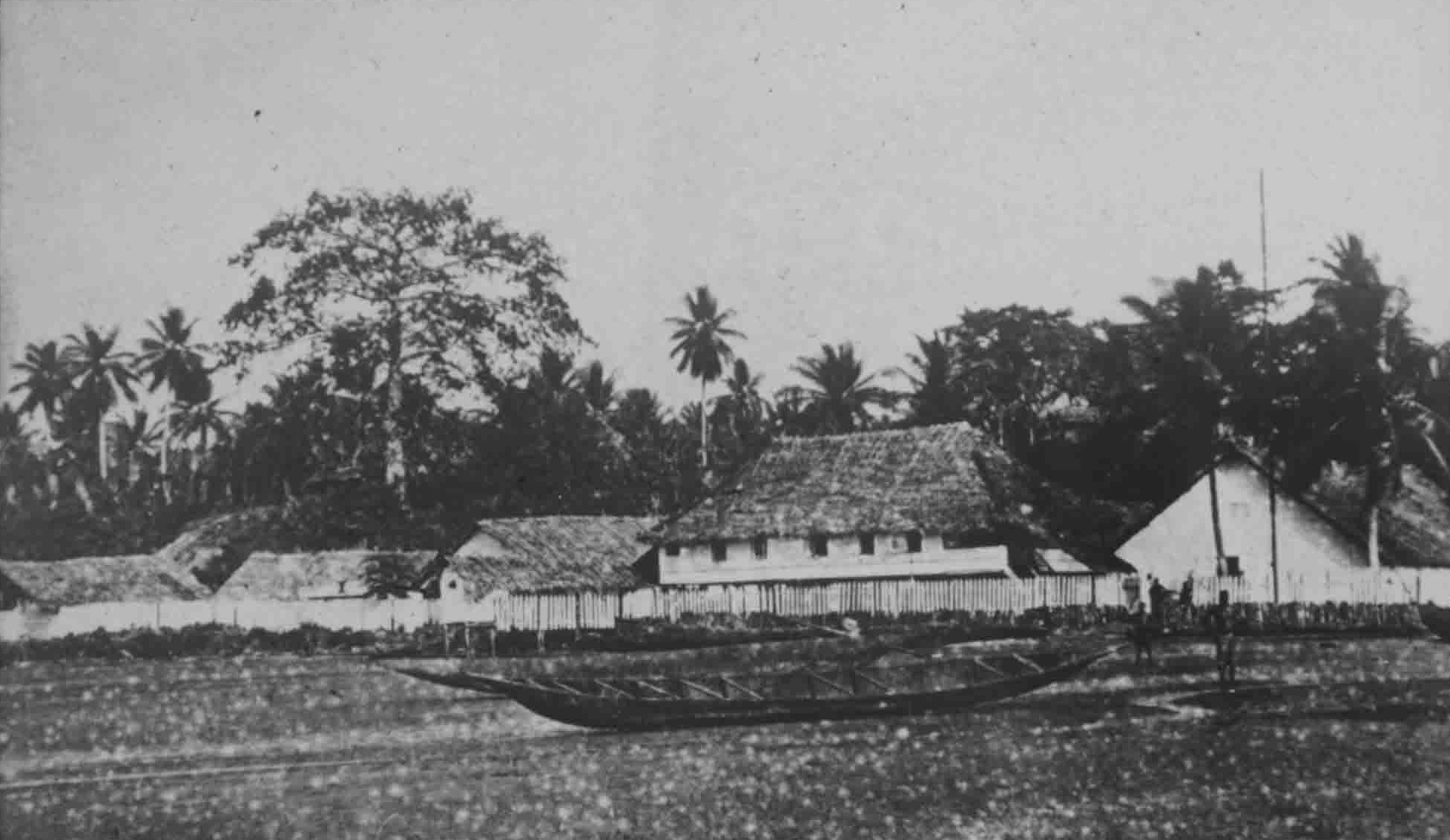
Alte Woermann-Faktorei in Kamerun

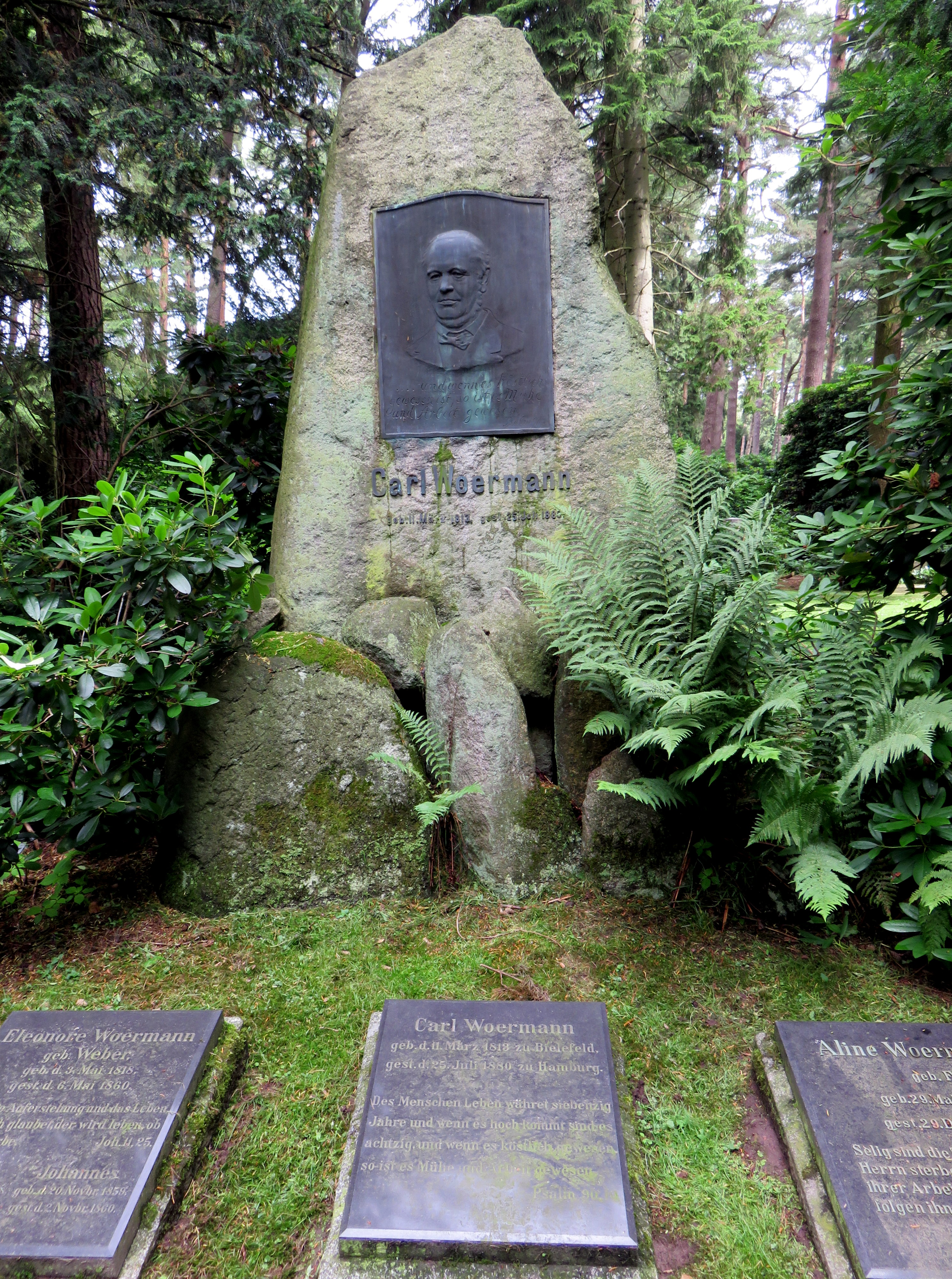
Grabstätte auf dem Friedhof Ohlsdorf

Carl Woermann (* 11. März 1813 Bielefeld; † 25. Juni 1880 in Hamburg) war ein Hamburger Übersee-Kaufmann und Reederei-Gründer. Er begründete das Unternehmen, mit dem sein Sohn Adolph Woermann der größte deutsche Westafrikakaufmann und der größte Privatreeder der Welt wurde.
Zudem gehörte er zu dem Gründungskonsortium der Commerz- und Disconto-Bank, der heutigen Commerzbank.

## Leben
Carl Woermann wurde 1813 im Woermann'schen Hof in eine Leinenfabrikanten-Familie aus Bielefeld geboren. Im Jahr 1837 gründete er das Handelsunternehmen C. Woermann. Die ersten Handelsverbindungen knüpfte Woermann mit Südamerika und Westindien, dann mit Indien und Australien. Zunehmend richtete sich sein Interesse jedoch auf die Handelsmöglichkeiten in Westafrika, zunächst vor allem in Liberia, wo sich eine einheimische Führungsschicht gebildet hatte. 1847 kaufte Carl Woermann sein erstes Schiff, eine Brigg (Zweimaster), die er nach seiner ersten Ehefrau Eleonore nannte. 1849 schickte Woermann den Kutter Constanze an die westafrikanische Küste, und 1852 erwarb er für den Liberiahandel den Schoner Liberia. Zwei Jahre später gründete C. Woermann in Liberias Hauptstadt Monrovia eine erste Handelsniederlassung.
Nach schweren Verlusten in der Weltwirtschaftskrise 1857 gelang es Carl Woermann, sein Unternehmen zurück auf Wachstumskurs zu führen. 1859 gehörten C. Woermann bereits acht Schiffe.
1862 gründete Woermann eine Niederlassung in Gabun und schickte 1867 als Vertreter E. Schulze dorthin, der später erster deutscher Konsul in Gabuns Hauptstadt Libreville wurde. Es folgte 1868 eine Niederlassung in Kamerun mit einer auf dem Kamerunfluss verankerten Hulk (ausgedientes Schiff), die in den folgenden Jahren um einige Faktoreien und 1881 um eine Niederlassung auf dem Festland (Duala) erweitert wurde. Dabei setzte C. Woermann für den Handelstransport zunehmend eigene Schiffe ein.
Das Handelshaus C. Woermann tauschte hauptsächlich Branntwein und Waffen aus dem Deutschen Reich gegen Palmöl und Kautschuk. Palmöl war damals in Europa sehr begehrt, da es den knapp werdenden Waltran als Schmierstoff und als Margarine-Grundstoff (Palmin) ersetzte. Weitere Importgüter waren Kokos, Bananen, Erdnüsse und Elfenbein. Die einheimischen Händler erhielten die europäischen Waren oft auf Kredit und lieferten dafür zu einem festgelegten späteren Zeitpunkt die vereinbarten Tauschwaren.
Als sein ältester Sohn und geplanter Nachfolger Carl kein Interesse für den Kaufhandel zeigte und stattdessen Kunsthistoriker werden wollte, forderte Carl Woermann von ihm die Änderung seines Namens in Karl Woermann und brach den Kontakt mit ihm ab. Nachfolger im Unternehmen C. Woermann wurde stattdessen der zweitälteste Sohn Adolph Woermann, der 1874 als Teilhaber in das Unternehmen einstieg. 1877 bis 1879 wurde das erste Dampfschiff des Unternehmens gebaut, die Aline Woermann (benannt nach der zweiten Ehefrau von Carl Woermann) mit 1279 Bruttoregistertonnen (BRT). 1878 gab C. Woermann die geschäftlichen Interessen in Ostindien ganz auf und konzentrierte sich von nun an nur noch auf das Afrika-Geschäft.
Nach Carl Woermanns Tod 1880 übernahm Adolph Woermann das Unternehmen ganz und baute es zu einem der wichtigsten Handelshäuser für den Afrikahandel und zur größten Privatreederei der Welt aus. Als Carl Woermann starb, gehörten dem Unternehmen zwölf Segelschiffe und das gerade vom Stapel gelaufene Dampfschiff.
Woermann gehörte von 1859 bis 1868 der Hamburgischen Bürgerschaft als Abgeordneter an. Ab 1874 war er Oberalter im Kirchspiel Sankt Petri und blieb bis zu seinem Tod Mitglied des Kollegiums der Oberalten.
Seine Tochter Marie Woermann wurde Malerin.
Carl Woermann wurde auf der Grabanlage seiner Familie auf dem Ohlsdorfer Friedhof im Planquadrat Q 24 beigesetzt.